# Ryofu Karma
Karma Ryofu (Giappone, 7 gennaio 1983) è un cantante giapponese.
È anche noto come personaggio televisivo e critico. Ha esperienza come attore e doppiatore. È considerato uno dei rapper più forti nelle battaglie di rap giapponese.

## Biografia
La sua caratteristica principale come rapper è la forza nelle battaglie di rap. Per ulteriori dettagli, consultare la sezione "Valutazione".
È anche una personalità televisiva molto popolare. Nel 2023, è apparso in 156 programmi televisivi.
Ha fornito rap per molte pubblicità e ha partecipato direttamente in alcune di esse. Il CM più famoso è il "Tolerant Rap (寛容ラップ)" prodotto da AC Japan (Advertising Council) nel 2022.
Ryofu ha un aspetto simile a quello di uno Yakuza. Questa pubblicità mostrava Ryofu che rappava gentilmente a una donna anziana.. Questo spot ha vinto molti premi nel 2022.
Ryofu è attivo anche come critico. È specializzato nella critica di modelli in costume da bagno e manga. Ryofu si è laureato presso il Dipartimento di Illustrazione di un'università d'arte.. Considera i corpi dei modelli in costume da bagno come arte. Durante gli studi universitari, aspirava a diventare un mangaka. È abile nel disegno e nella creazione di manga, ed è per questo che spesso si occupa di critiche e promozioni di manga.
Ryofu non ha un sito ufficiale e condivide informazioni su X (Twitter). Le sue dichiarazioni sono spesso provocatorie. Spesso discute con persone comuni sui social media.
Nel settembre 2024, Ryofu ha criticato il design della stazione di Koiyamagata, una stazione ferroviaria nella prefettura di Tottori. Molti giapponesi hanno criticato le osservazioni di Ryofu. Tuttavia, il governatore della prefettura di Tottori ha accolto favorevolmente le osservazioni di Ryofu. Anche le compagnie ferroviarie hanno accolto favorevolmente i commenti di Ryofu. Questo perché la stazione "Koiyamagata" ha attirato l'attenzione grazie ai commenti di Ryofu. La prefettura di Tottori e la compagnia ferroviaria hanno immediatamente lanciato una campagna. Questo evento dimostra che Ryofu sta influenzando la società attraverso i social media.

## Valutazione
È considerato il "più forte" nelle battaglie di rap. Molti giornali, programmi televisivi e riviste lo hanno valutato come il più forte. La tabella qui sotto riassume le sue valutazioni da parte di vari media.
| Media                                    | Descrizione                                                                              |
| ---------------------------------------- | ---------------------------------------------------------------------------------------- |
| Fuji-TV                                  | Il rapper più forte, Ryofu Karma                                                         |
| HOCHI Sports Newspaper                   | Il rapper più forte, Ryofu Karma                                                         |
| Forbes JAPAN                             | Conosciuto come il rapper più forte                                                      |
| Tokai-TV                                 | Il rapper più forte del Giappone, Ryofu Karma                                            |
| Fuji-TV ‘Mezamashi 8’                    | Ryofu Karma, attivo come uno dei rapper principali del Giappone                          |
| AbemaTV ‘Freestyle Unification of Japan’ | Il rapper più forte in attività                                                          |
| Tokyo-TV                                 | Re dei rapper, Ryofu Karma                                                               |
| Da Vinci Web                             | Uno dei rapper più forti in attività che vanta una forza impareggiabile nelle battaglie. |
| Town News                                | Uno dei principali rapper del Giappone                                                   |
| Real Sound                               | Il rapper più forte in attività, Ryofu Karma                                             |
| BOOK Watch                               | Uno dei rapper rappresentativi del Giappone, Ryofu Karma                                 |
| News Crunch                              | Uno dei rapper che rappresenta il hip-hop giapponese                                     |
| UNIVERSITY of CREATIVITY (Hakuhodo)      | Il rapper rappresentativo del Giappone, Ryofu Karma                                      |
| SPORTS BULL                              | Conosciuto come il rapper di battle più forte in attività                                |

La serie "Nikkei MJ" del quotidiano economico giapponese Nihon Keizai Shimbun ha evidenziato i risultati dei rapper giapponesi. L'articolo affermava: «Rapper carismatici come R-Shitei (R-指定) e Ryofu Karma hanno iniziato ad apparire frequentemente nei media.»
Il rapper SKRYU ha vinto molte competizioni, tra cui il ‘SENGOKU MC BATTLE’. In un'intervista con una rivista settimanale femminile, SKRYU ha dichiarato: «In futuro, voglio diventare una star della TV come R-Shitei e Ryofu Karma.»

## Attività come personaggio televisivo
Ha ottenuto successo come personalità televisiva nel 2023. In quell'anno, è apparso in televisione 156 volte e si è classificato all'8º posto nella lista dei "Talenti emergenti del 2023".
Perché è popolare come personalità televisiva? Ecco i motivi.
- Aspetto unico: Sembra un vecchio Yakuza giapponese.[32]
- Senso dell'umorismo: Il suo modo di parlare è simile a quello di un comico.[33]
- Anche quando fa affermazioni estreme, nessuno si arrabbia: È perfetto per i programmi di dibattito.[34]
- Educazione: Ha lavorato come impiegato fino all'età di 33 anni. Ha anche due figli.[35]
- È un rapper: È raro che i rapper appaiano nei programmi televisivi giapponesi.[31]
- Istruzione: Si è laureato presso un'università d'arte.[5]
- Capacità di trattare argomenti complessi: Conduce un programma radiofonico settimanale che ospita studiosi.[36]

Una delle personalità televisive più popolari in Giappone è Matsuko Deluxe. I media hanno paragonato Ryofu a Matsuko Deluxe, dicendo: "Ryofu potrebbe diventare come Matsuko Deluxe."
Matsuko è un travestito gay che ha guadagnato popolarità dal mondo underground. Ryofu condivide questi due tratti con Matsuko: un aspetto distintivo e un passato nell'underground.
Con l'aumento della popolarità di Ryofu, è cresciuto anche il numero di persone che non lo apprezzano. Nella prima metà del 2023, si è classificato al 3º posto nella classifica delle "Personalità televisive la cui popolarità è aumentata ma non sono accettate".